# R-Klasse (1998)
Die R-Klasse ist eine Baureihe von acht nahezu identischen, mittelgroßen Kreuzfahrtschiffen, die für die mittlerweile nicht mehr existierende amerikanische Reederei Renaissance Cruises konzipiert und zwischen 1997 und 2001 gebaut wurden. Die Klassenbezeichnung geht auf die ursprüngliche Namensgebung der Schiffe zurück (R One bis R Eight). Heute befinden sich je vier Schiffe im Dienste von Oceania Cruises und von Azamara Club Cruises.

## Geschichte
Nachdem sich die Reederei Renaissance Cruises in den 1990er Jahren erfolgreich am Markt etabliert hatte, schloss sie mit der französischen Werft Chantiers de l’Atlantique einen Vertrag über acht neue Kreuzfahrtschiffe im Gesamtwert von 1,2 Mrd. US-$ ab. Die Schiffe gehen auf einen Entwurf des schottischen Architekten John McNeece zurück. Die Kiellegung des Typschiffes mit der Baunummer H31 fand am 26. Juni 1997 in Saint-Nazaire statt, die Indienststellung als R One erfolgte am 25. Juni 1998. Das letzte Schiff, die R Eight, wurde im Februar 2001 in die Flotte integriert. Zum Zeitpunkt der Auslieferung war der Rumpf in Dunkelblau, die Aufbauten in Weiß gehalten.
Renaissance Cruises musste am 25. September 2001 aufgrund von Zahlungsunfähigkeit den Reedereibetrieb einstellen. Danach wurden sechs Schiffe für 700 Mio. US-$ an eine Gruppe französischer Investoren (Cruiseinvest) verkauft. Die verbleibenden Schiffe, die R Three und die R Four, übernahm Princess Cruises und brachte sie als Pacific Princess und Tahitian Princess in Fahrt.
Während der folgenden Jahre änderten sich die Eigner- und Reedereiverhältnisse der einzelnen Schiffe mehrfach. So wurde die ehemalige R Seven von 2003 bis 2006 von dem Hamburger Reeder Heinz-Herbert Hey als Delphin Renaissance in den deutschen Markt gebracht, und das Typschiff R One wurde von der deutschen Reederei Hapag-Lloyd Kreuzfahrten zwischen Frühjahr 2012 und 2014 für zwei Jahre in Charter unter dem Namen Columbus 2 betrieben.

## Maschinenanlage und Antrieb
Die Hauptmaschinenanlage der R-Klasse besteht aus vier Dieselgeneratorsätzen des Typs Wärtsilä 12V32LNE mit einer Leistung von je 4.860 kW bei einer Drehzahl von 720/min. Der Betrieb erfolgt mit Schweröl. Um einen ruhigen und vibrationsfreien Betrieb zu ermöglichen, sind die Motor-Generator-Einheiten schwimmend gelagert.
Der eigentliche Antrieb erfolgt über zwei Drehstrom-Synchronmaschinen des französischen Herstellers Cegelec, die über zwei Stromrichter von GEC Alsthom angesteuert und versorgt werden. Die Motoren sind mit Doppelwicklung ausgestattet und entwickeln bei einer Drehzahl von 170/min eine Leistung von 6.750 kW. Sie treiben über Wellenanlagen die beiden Festpropeller an. Die Reisegeschwindigkeit der Schiffe liegt bei 18 Knoten, die Höchstgeschwindigkeit bei 21 Knoten.

## Ausstattung
Die Schiffe der R-Klasse verfügen über knapp 290 Kabinen, von denen sich lediglich 28 im Inneren des Schiffes befinden. Im Vergleich zu anderen Kreuzfahrtschiffen bietet die R-Klasse ein großzügiges Raumverhältnis von 43,3 BRZ/Passagier. Die Schiffe sind mit zwei Restaurants, zwei Lounges mit Tanzfläche und Bühne, mehreren Bars, einer Bibliothek und einem Fitnessbereich ausgestattet.

## Übersicht
| Name    | Baunummer | IMO-Nr. | Ablieferung  | Eigner                      | Umbenennung und Verbleib                                             |
| ------- | --------- | ------- | ------------ | --------------------------- | -------------------------------------------------------------------- |
| R One   | H31       | 9156462 | Juni 1998    | Insignia Vessel Acquisition | Insignia → Columbus 2 → Insignia → so in Fahrt                       |
| R Two   | I31       | 9156474 | Nov. 1998    | Regatta Acquisition LLC     | Regatta → so in Fahrt                                                |
| R Three | N31       | 9187887 | 1999         |                             | Pacific Princess → P Prince → Azamara Onward → so in Fahrt           |
| R Four  | O31       | 9187899 | Oktober 1999 | Sirena Acquisition          | Tahitian Princess → Ocean Princess → Sirena → so in Fahrt            |
| R Five  | P31       | 9200938 | Januar 2000  | Nautica Acquisition LLC     | Nautica → so in Fahrt                                                |
| R Six   | Q31       | 9200940 | Juni 2000    | Azamara Quest Inc.          | Blue Dream → Azamara Journey → so in Fahrt                           |
| R Seven | Y31       | 9210218 | Sept. 2000   | Azamara Quest Inc.          | Delphin Renaissance → Blue Moon → Azamara Quest → so in Fahrt        |
| R Eight | Z31       | 9210220 | Feb. 2001    | Carnival Corp.              | Minerva II → Royal Princess → Adonia → Azamara Pursuit → so in Fahrt |

## Galerie

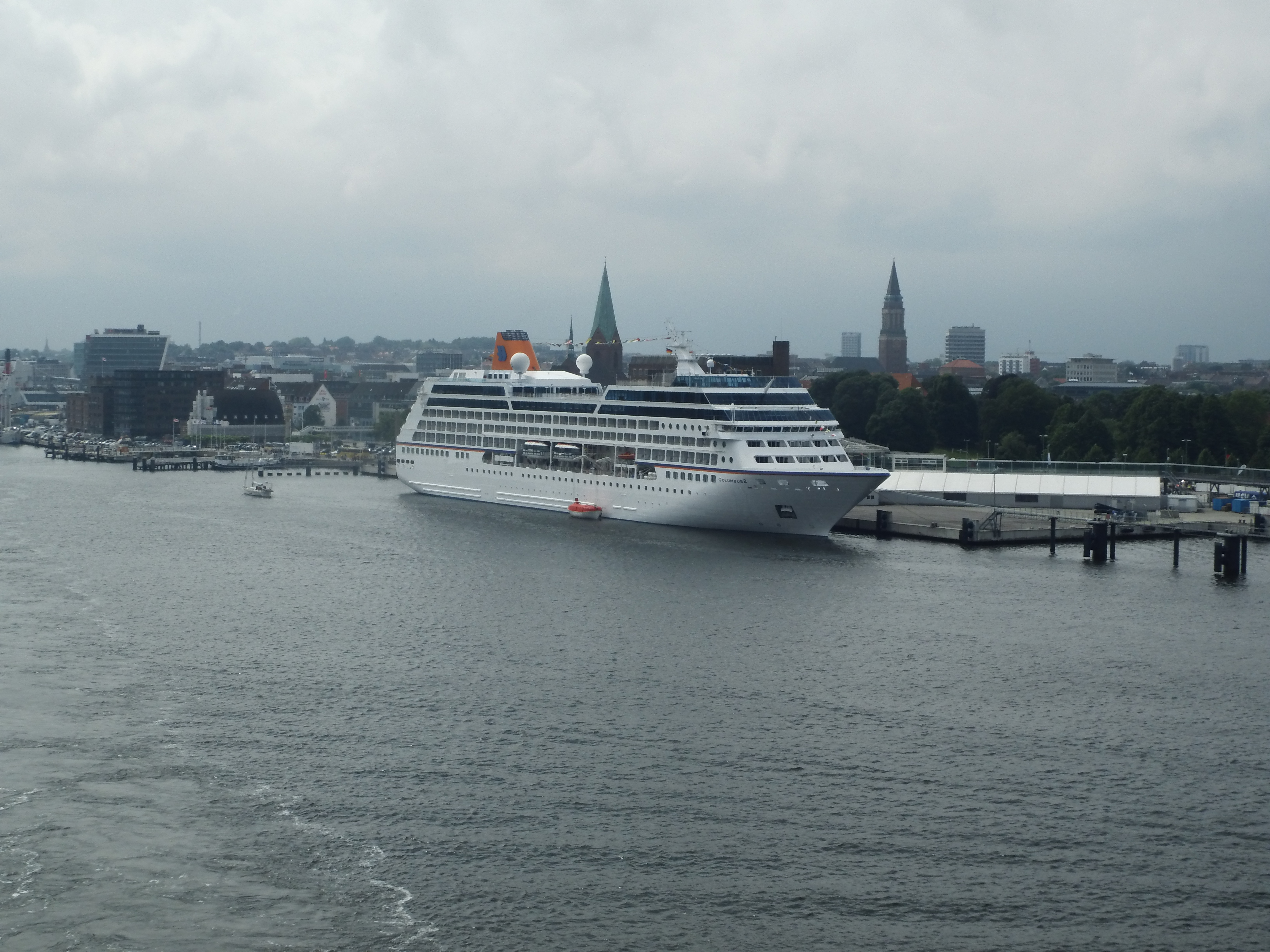
Columbus 2, ehemalige R One in Kiel
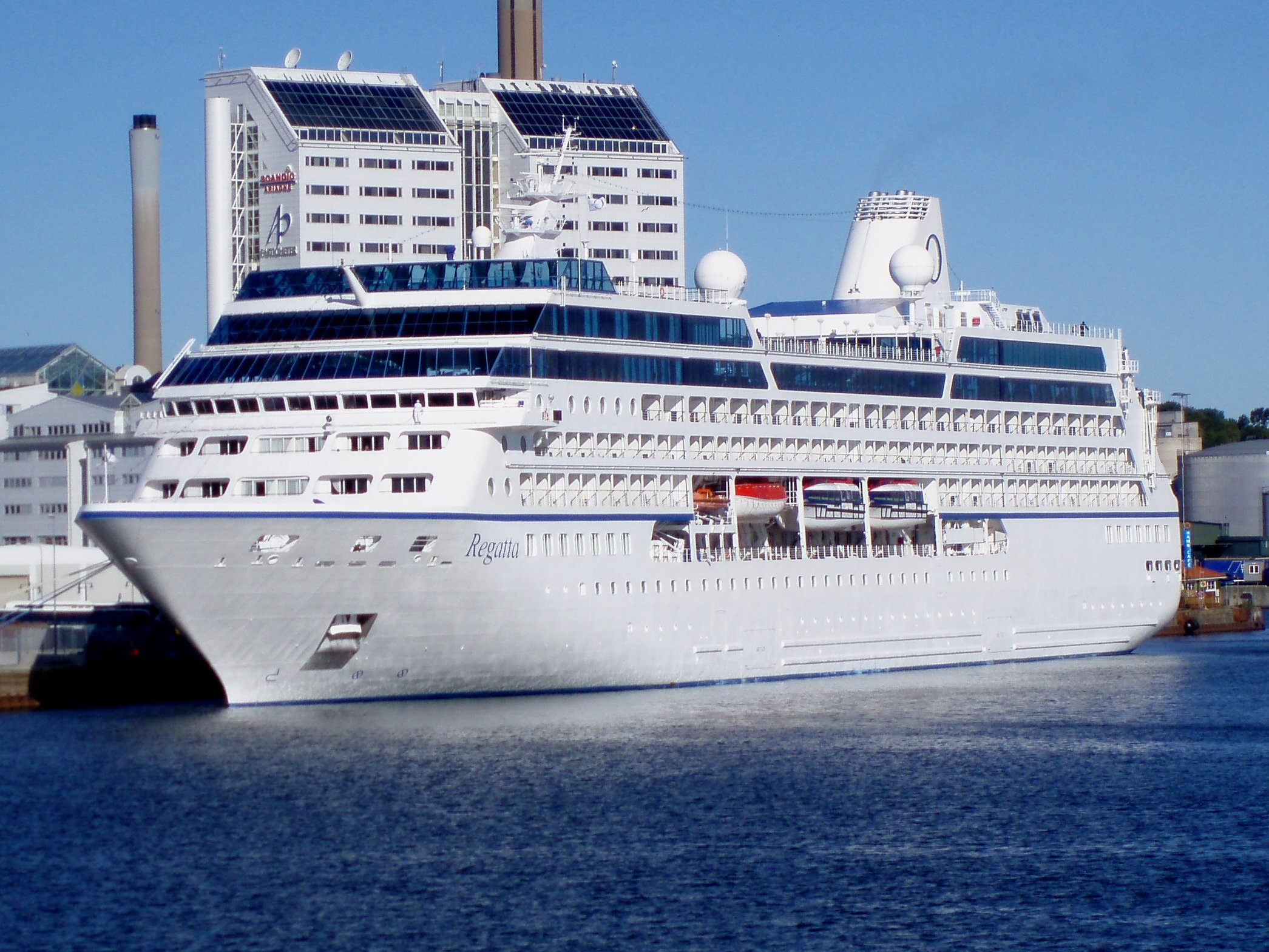
Regatta, ehemalige R Two  in Stockholm
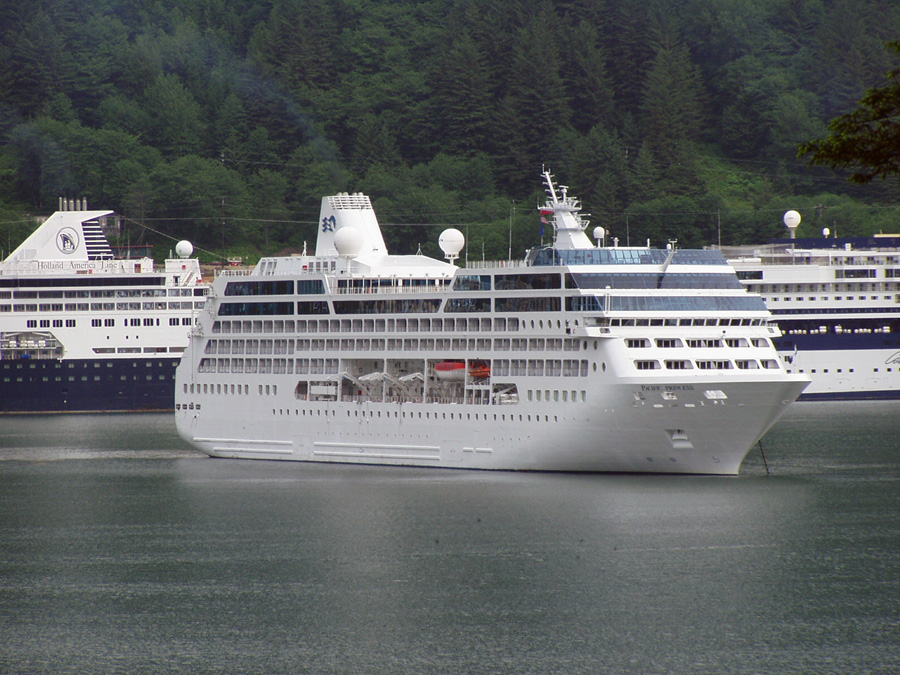
Pacific Princess, ehemalige R Three in Juneau, Alaska
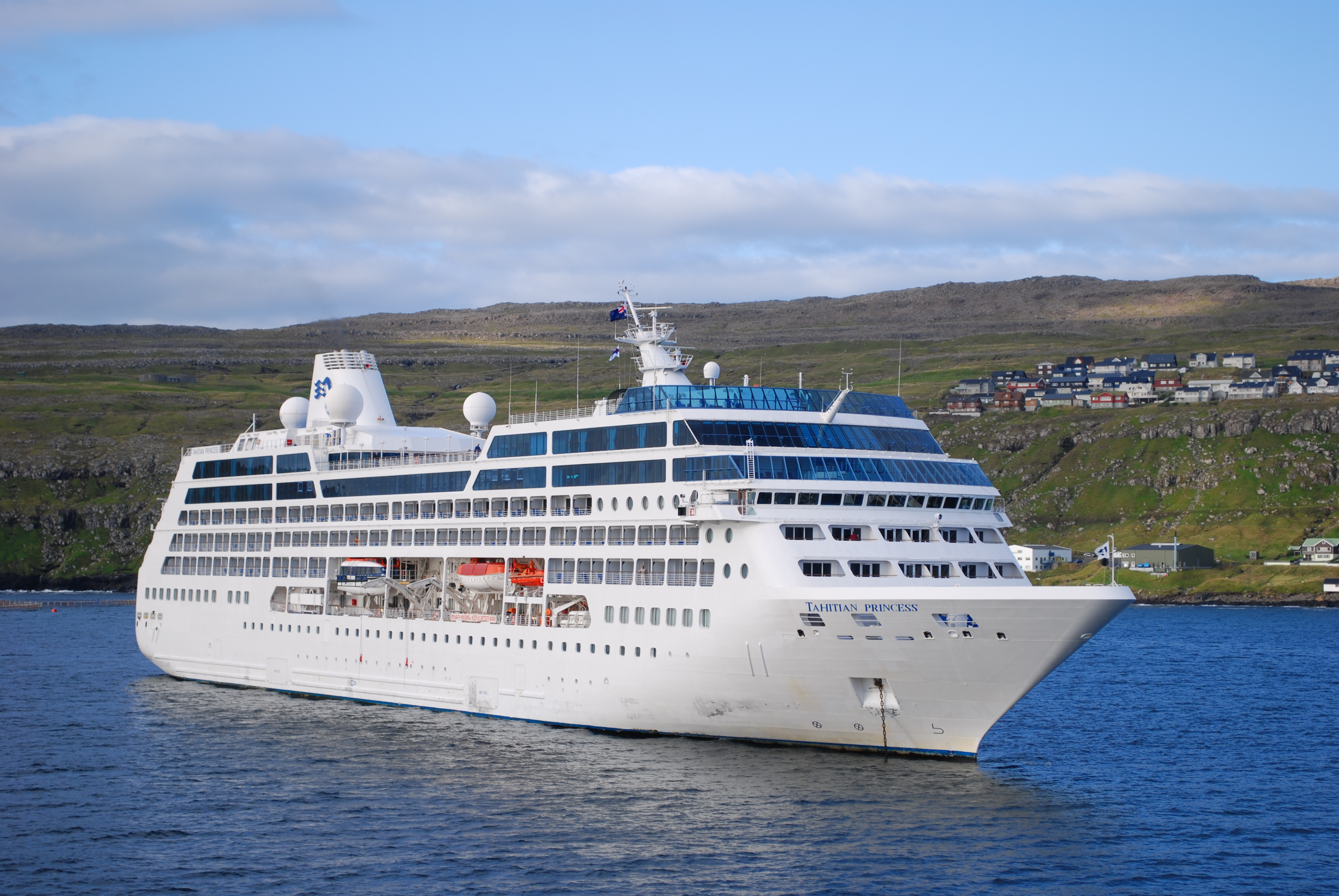
Tahitian Princess, heutige Sirena, ehemalige R Four
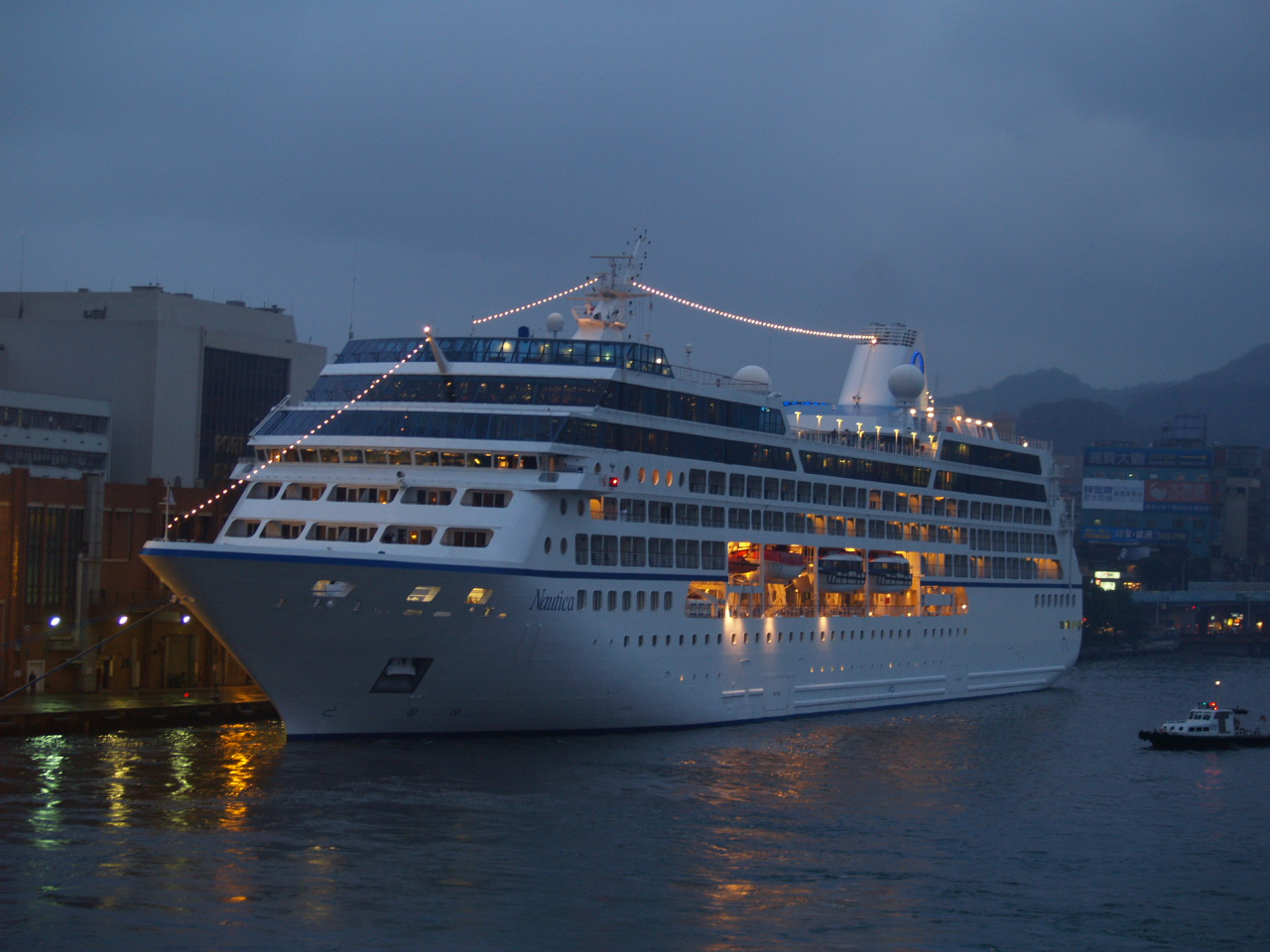
Nautica, ehemalige R Five
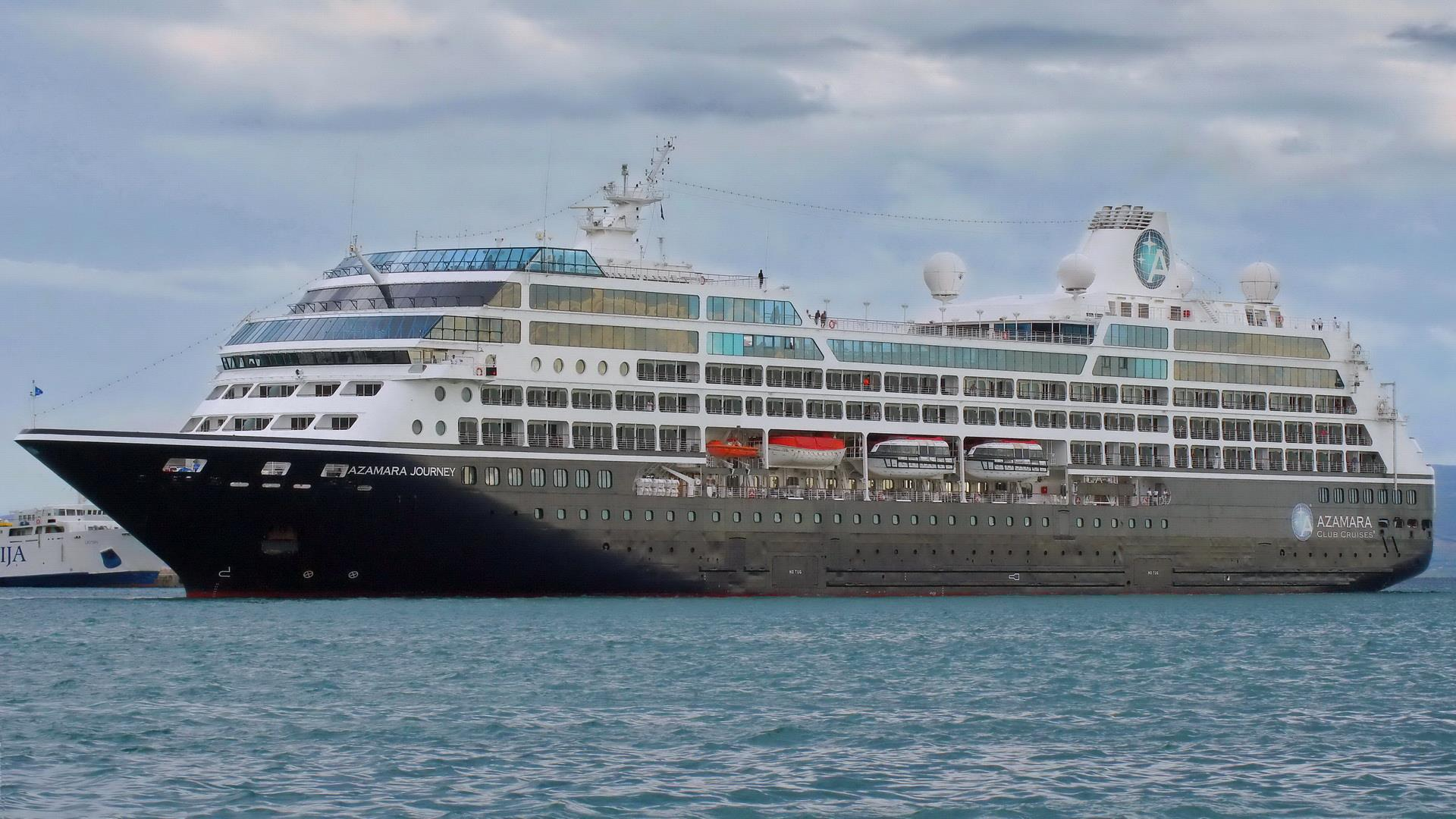
Azamara Journey, ehemalige R Six
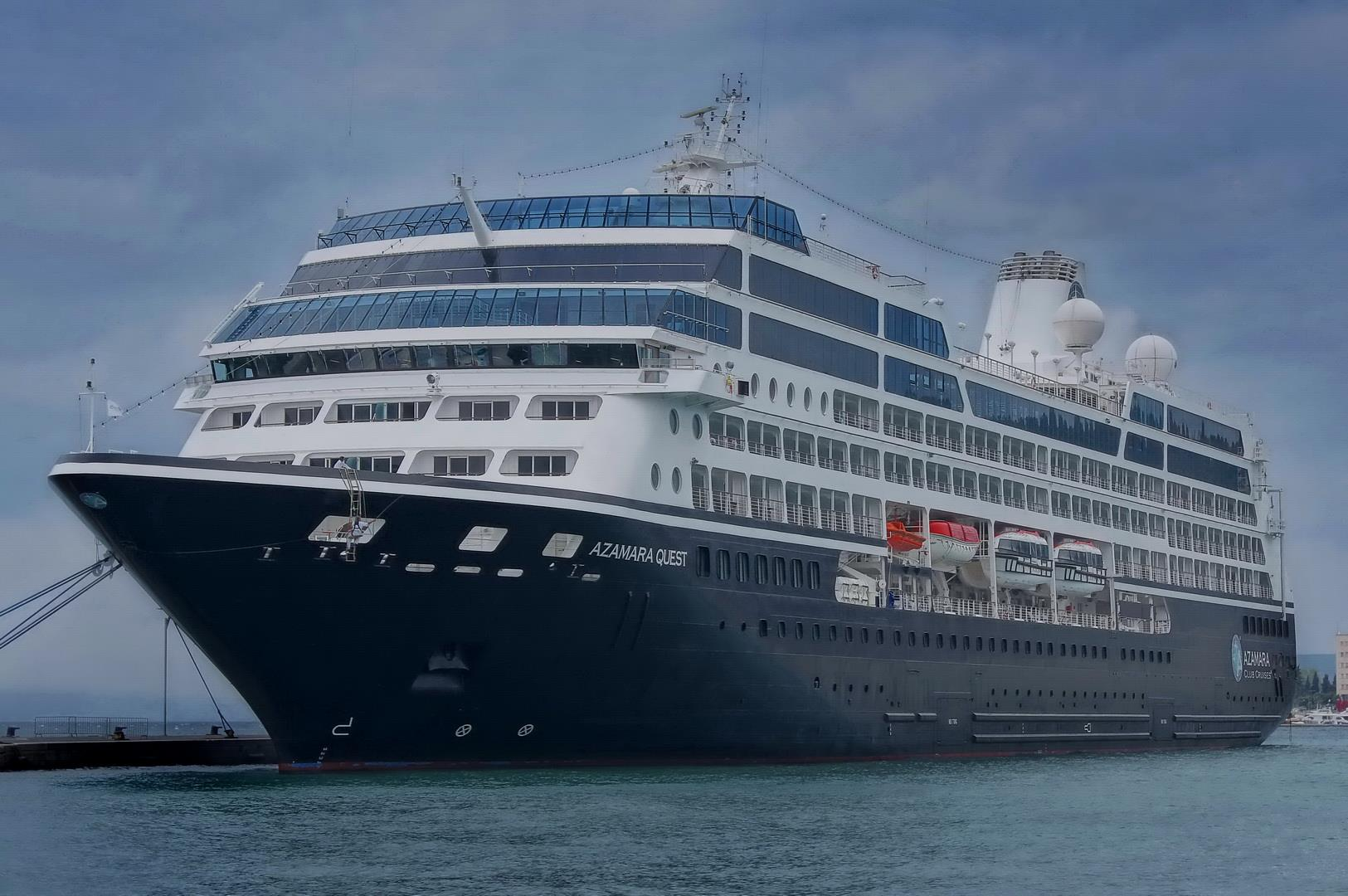
Azamara Quest, ehemalige R Seven
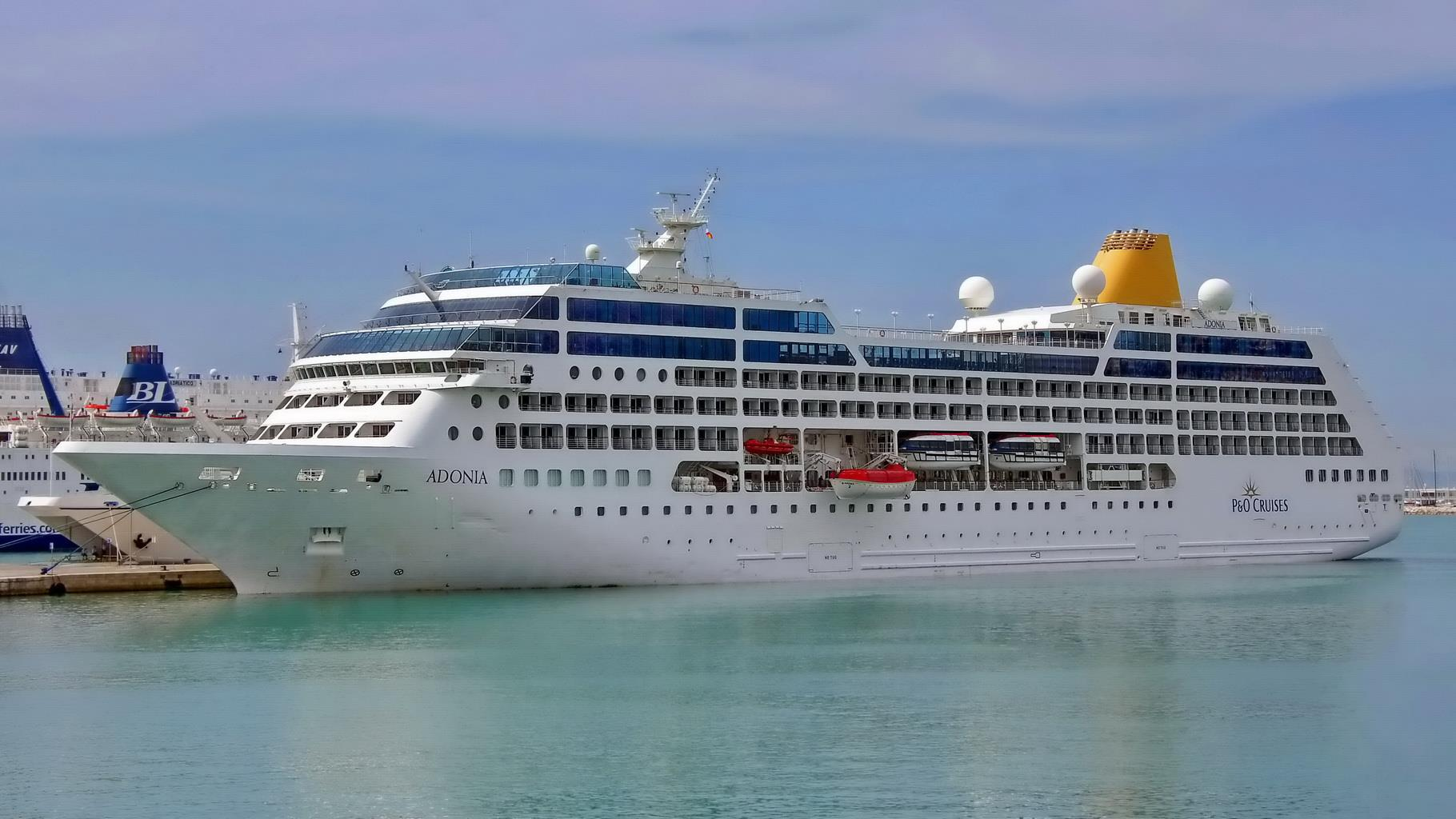
Adonia, ehemalige R Eight